# 立陶宛和白俄罗斯共产党（布尔什维克）
立陶宛和白俄罗斯共产党（布尔什维克）（俄语：Коммунистическая партия (большевиков) Литвы и Беларуси）存在于1919年3月—1920年9月，是立陶宛-白俄罗斯苏维埃社会主义共和国的执政党。该党由白俄罗斯共产党（布尔什维克）和立陶宛共产党合并而成。立陶宛-白俄罗斯苏维埃社会主义共和国解散时，该党又分成两个独立的政党。